# من قتل الكابتن أليكس؟
من قتل الكابتن أليكس؟ (بالإنجليزية: Who Killed Captain Alex?)‏ هو فيلم أكشن كوميدي أوغندي إنتاج 2010،اكتسب الفيلم شهرة واسعة لكونه فيلم حركة بدون ميزانية، تم إنتاجه بميزانية أقل من 200 دولار على الرغم من أن المنتج آلان هوفمانيس اعترف بأن الميزانية بالكاد وصلت ل85 دولار أمريكي. تم تحميل مقطع دعائي للفيلم على يوتيوب في يناير 2010، وتمت مشاهدته أكثر من 6.4 مليون مرة اعتبارًا من نوفمبر 2021.

## وصلات خارجية
- من قتل الكابتن أليكس؟ على موقع IMDb (الإنجليزية)
- من قتل الكابتن أليكس؟ على موقع روتن توميتوز (الإنجليزية)
- من قتل الكابتن أليكس؟ على موقع فيلمافينيتي (الإسبانية)
- من قتل الكابتن أليكس؟ على موقع قاعدة بيانات الفيلم (الإنجليزية)
- من قتل الكابتن أليكس؟ على موقع ليتربوكسد (الإنجليزية)
- من قتل الكابتن أليكس؟ على موقع كينوبويسك (الروسية)